# Ruisbroek (Sint-Pieters-Leeuw)
Ruisbroek (französisch: Ruysbroeck) ist ein Ortsteil im Nordosten der belgischen Gemeinde Sint-Pieters-Leeuw in der Region Flandern in der Provinz Flämisch-Brabant.
Die Ortschaft liegt am Stadtrand von Brüssel.
Es gibt eine weitere fusionierte Gemeinde gleichen Namens in der Provinz Antwerpen.
Aufgrund seiner Nähe zur Region Brüssel-Hauptstadt, dem Kanal Charleroi-Brüssel, dem Fluss Senne, der Eisenbahnlinie Brüssel-Mons-Quévy und dem Brüsseler Außenring (R0) ist der Ort stark urbanisiert.
Ruisbroek war bis zu der Gemeindefusion 1977 eine eigenständige Gemeinde.

## Demographie
Ruisbroek hat 7402 Einwohner mit einem Ausländeranteil von 23,63 % (2022), was den höchsten Wert unter den Ortschaften von Sint-Pieters-Leeuw darstellt. Aufgrund der Nähe zu Brüssel und der unmittelbaren Lage an der Eisenbahnlinie in die Region Brüssel-Hauptstadt ist der Anteil der französischsprachigen Bevölkerung recht hoch, obwohl Französisch nicht den Status einer Amtssprache hat und Sint-Pieters-Leeuw keine Fazilitäten-Gemeinde ist.

## Persönlichkeiten
- Frans Spiessens (1911–1953), Radrennfahrer